# Массовое убийство в Политехнической школе Монреаля
Ма́ссовое уби́йство в Политехни́ческом университе́те Монреа́ля (фр. Tuerie de l'École polytechnique de Montréal) — преступление, совершённое на почве ненависти к феминизму Марком Лепином в среду 6 декабря 1989 года, в результате которого погибли 14 женщин.
Происшествие считалось крупнейшим массовым убийством в истории Канады до инцидента в Новой Шотландии в апреле 2020 года.

## Личность убийцы и причины преступления
Марк Лепин (фр. Marc Lépine, имя при рождении Гамиль Габри) родился 26 октября 1964 года в семье франко-канадки и алжирца. В возрасте семи лет он остался без отца, воспитывался матерью-одиночкой. Рос малообщительным, замкнутым. От службы в армии Лепин был освобождён по состоянию здоровья. По воспоминаниям знавших его людей, он очень любил фильмы ужасов. В школе Лепин учился хорошо, в будущем собирался поступать на инженерный факультет Монреальского политехнического института. Впоследствии именно на этом факультете он и совершил массовое убийство.
Версии о причинах преступлений выдвигались самые разные. Наиболее распространённой считается версия о том, что Лепин был ярым противником феминизма. Это отчасти подтверждают события, развернувшиеся 6 декабря 1989 года. Орудием убийства послужила самозарядная винтовка калибра 7,62, которую Лепин приобрёл 21 ноября 1989 года, сказав при этом продавцу, что собирается заняться охотой на мелкую дичь. Также в течение семи дней после этого он приобрёл 7 магазинов на 20 патронов каждый и более 200 единиц боеприпасов. 1 декабря он приобрёл охотничий нож. Лепин не был освобождён от обязательных курсов по обучению владением огнестрельным оружием и прошёл их 3-го и 4 декабря. О причинах происшедшего ходит много споров, особенно они возобновились в сентябре 2006 после расстрела в колледже Доусон, устроенного 25-летним Кимвиром Джиллом. После происшествия аналитики склонились к варианту, что причиной стала потеря чувства реальности из-за частых просмотров фильмов ужасов. А также социальные изменения, из-за которых Лепин потерял работу, что тоже привело к деградации его личности. После 13 сентября 2006 аналитики предположили, что Лепин, так же, как и Джилл, потерял интерес к жизни, чувствовал себя одиноким и никому не нужным и ненавидел мир из-за того, что он, как и Джилл, был ребёнком иммигрантов.
Позже один из друзей, проживавший в одной комнате с Лепином, говорил: «В то утро Марк был сам не свой; обычно приветливый, он стоял и смотрел в пустой холодильник и даже не сразу заметил меня, когда я вошел. Позже, вернувшись, я видел, что он вымыл всю посуду и застелил постель. Я нашёл на столе его записку, но было поздно». Марк Лепин был похоронен на кладбище Нотр-Дам-де-Неже.
Предсмертное письмо:

Простите за ошибки, у меня было только 15 минут, чтобы написать это.
Если сегодня я покончу с собой, то, пожалуйста, напишите, что я сделал это не по экономическим соображениям (потому что я специально ждал, пока у меня закончатся финансы, даже на работу не устроился), а по политическим, ибо я решил отправить к создателю феминисток, которые всегда отравляли мою жизнь. С семи лет в моей жизни не происходило ничего хорошего. Когда я начал окончательно утрачивать к ней интерес, я решил уничтожить этих мегер. В юности я хотел вступить в вооруженные силы в качестве курсанта и получить доступ к арсеналу и превзойти капитана Люрти, убившего трех чиновников. Но меня не взяли, ссылаясь на асоциальность… Вот почему мне пришлось ждать этого дня, чтобы осуществить задуманное. За это время я закончил учёбу в случайно выбранной сфере, которая мне никогда не нравилась, ибо я заранее знал, что мне уготовано, но это не помешало мне получать хорошие отметки, даже несмотря на то, что я не сдавал работы и не готовился к экзаменам. Несмотря на то, что СМИ повесят на меня ярлык «безумного убийцы», я считаю себя разумным человеком, которого подтолкнули на крайние меры. Ради чего мы упорно влачим жалкое существование — в угоду правительству? Меня как личность с прошлыми взглядами во всём, что касается науки, феминистки всегда приводили в ярость. Они хотят сохранить за собой преимущества женщин (например, более дешёвую страховку, расширенный декретный отпуск после профилактического отпуска), и в то же время пытаются присвоить преимущества мужчин. Ведь очевидно, что даже если из Олимпийских игр убрать разделение на мужские и женские виды спорта, то в соревнованиях, требующих изящности, будут участвовать только женщины. Вот почему-то с этим ограничением феминистки не борются. Они настолько беспринципны, что не побрезгуют извлечь выгоду из знаний, которые мужчины копили веками. Они пытаются искать факты при каждом удобном случае. Так и на днях, я слышал, как они чествовали канадских женщин и мужчин, которые сражались на фронтах Второй мировой. Как бы не так! Ведь женщин не пускали на фронт. Доведётся ли нам услышать о женских легионах Цезаря или как страдали на галерах женщины, из которых наполовину состояло общество всю его историю, хотя их и не существовало? Мстящий casus belli. Извините за слишком короткое письмо.
— Марк Лепин 6 декабря 1989

## 6 декабря 1989 года
В тот день, вскоре после 16:00 Марк Лепин, вооружённый самозарядным карабином Ruger Mini-14, который он купил в охотничьем магазине 21 ноября 1989 года, вошёл в корпус инженерного факультета Политехнического института Монреаля. Он долго ходил по холлу и не реагировал на вопросы администратора. На втором этаже, приблизительно в 17:00, он произвёл первые выстрелы в студентку, только что сдавшую экзамены, однако промахнулся и той удалось убежать. Затем, около 17:05 Лепин ворвался в аудиторию, где шла лекция по инженерной механике, и находилось около 60 человек. Он заявил находившимся там: «Я хочу женщину!».
Затем Лепин приказал разделиться парням и девушкам. Почему-то студенты приняли Лепина за подвыпившего весельчака, решившего неудачно пошутить. Марк выстрелил в потолок, показывая этим, что не шутит.
После того как девять девушек стали отдельно от остальных, Лепин приказал всем парням покинуть аудиторию, что и было выполнено. После этого он спросил оставшихся девушек-студенток: «Знаете ли вы почему я здесь?». После того, как одна из девушек ответила отрицательно, Лепин сказал: «Я пришел покончить с феминизмом!».
Другая девушка-студентка Натали Крото попыталась возразить, сказав: «Но мы не феминистки, мы лишь женщины, которые изучают инженерную механику, чтобы в будущем получить хорошую работу и нормально жить!», но Лепин, не дослушав ответ, в ярости крикнул: «Все вы стадо феминисток!», и сразу же открыл шквальный огонь по девушкам из карабина. Убив шесть человек, в том числе профессора, и ранив еще трёх девушек в том числе Крото. Затем он написал на доске слово «Дерьмо», после чего покинул аудиторию.
Затем Лепин начал стрелять на втором этаже и ранил трёх студенток. Преступник затем вошел в другую аудиторию, где пытался стрелять в девушек-студенток, но карабин на втором выстреле заклинило, пока Лепин разбирался с этой проблемой, все студенты покинули помещение, через аварийный выход.
Затем перезарядив карабин, он попытался вернуться в аудиторию, из которой ранее ушёл, но дверь оказалась закрыта, и Лепину не удалось открыть её тремя выстрелами. Перед тем как покинуть второй этаж, стрелок убил ещё одну студентку в коридоре, и ранил другую студентку выстрелами через дверь одной из аудиторий.
Затем Лепин по аварийной лестнице спустился на первый этаж, где ворвался в столовую, и рассеял толпу собравшихся там студентов, застрелив студентку у входа. Затем Лепин практически в упор ранил студентку, прячущуюся под одним из столов, однако та, получив ранение потеряла сознание, чем спасла свою жизнь. Затем преступник перешагнув через её тело, двинулся в зону с кухонными помещениями, где застрелил двух студенток, пытавшихся спрятаться там. После чего Лепин вернулся назад в помещение столовой, и направил карабин на один из столов, под которым пряталась влюблённая парочка, он приказал им выбраться из под стола, после того как они подчинились, нападавший отвел карабин в сторону, и приказал им бежать из помещения, что они и сделали.
Затем нападавший поднялся на третий этаж, где в коридоре ранил двух студентов и студентку. Около 17:25 он вошёл в одну из аудиторий на третьем этаже института, где находилось несколько десятков студентов, смотревших презентацию.
Лепин приказал всем парням покинуть аудиторию, после чего сразу же несколькими выстрелами ранил Мариз Леклер, которая находилась в первом ряду аудитории. Затем Лепин открыл огонь и убил двух студенток рядом выше, которые пытались убежать. Затем Лепин поднялся во второй ряд аудитории и несколькими выстрелами убил одну и ранил еще трёх студенток. Он вновь перезарядил карабин. После чего вернулся в первый ряд, где услышал стоны тяжелораненой Мариз Леклер, в которую выстрелил еще три раза и «для верности», несколько раз ударил ножом её уже мертвое тело. Затем Марк Лепин поднялся в последний ряд аудитории, снял шапку, завернул карабин в длинное зимнее пальто и со словами «Вот дерьмо!» выстрелил себе в висок около 17:30, приблизительно через 25—30 минут после начала стрельбы.
Прибывшие на место преступления полицейские обнаружили в кармане Лепина записку со следующим текстом: «Феминистки разрушили мою жизнь. Я мстил за себя». Также при нём были обнаружены около 60 неиспользованных патронов, пачка сигарет и охотничий нож.

## Жертвы
1. Женевьева Бержерон, 21 год
2. Элен Колган, 23 года
3. Натали Крото, 23 года
4. Барбара Деньё, 22 года
5. Анн-Мари Эдвар, 21 год
6. Мод Аверник, 29 лет
7. Мариз Лаганьер, 25 лет
8. Мариз Леклер, 23 года
9. Анн-Мари Леме, 22 года,
10. Соня Пеллетье, 28 лет,
11. Мишель Ришар, 21 год,
12. Анни Сан-Арно, 23 года
13. Анни Тюркотт, 20 лет,
14. Барбара Ключник-Видаевич, 31 год. Обслуживающий персонал[7]

## Последствия
11 декабря 1989 года в Монреале состоялись похороны жертв массового убийства. В Канаде в связи с трагедией в Политехническом институте был объявлен трёхдневный общенациональный траур. В 1995 году правительство Канады издало закон, согласно которому запрещается продажа в частные руки тех видов оружия, которые использовал Лепин. Процедура регистрации огнестрельного оружия была ужесточена и с тех пор требует обучения его безопасному использованию.
6 декабря для увековечивания памяти жертв и борьбы с насилием в Канаде проводится Национальный день памяти и действий против насилия в отношении женщин.

## В массовой культуре
По этим событиям в 2009 году режиссёром Дени Вильнёвом был снят фильм «Политех»: в роли Лепина снялся канадский актёр Максим Годетт.